# 1979 en Tunisie
Chronologie de la Tunisie
- 1975
- 1976
- 1977
- 1978
- 1979
- 1980
- 1981
- 1982
- 1983

Cet article présente les faits marquants de l'année 1979 en Tunisie ou relatifs à la Tunisie.

## Événements
- Le mouvement Ennahdha fait son apparition sous le nom de Mouvement de la tendance islamique[1].

Amphithéâtre d'El Jem.

- Le site archéologique de Carthage, l'amphithéâtre d'El Jem et la médina de Tunis sont inscrits au patrimoine mondial de l'Unesco[2],[3].
- 12 juin : la Ligue arabe installe son siège à Tunis à la suite des accords de Camp David entre Israël et l'Égypte.
- 4 novembre : les élections législatives, les cinquièmes à se tenir en Tunisie, voient les listes présentées par le pouvoir obtenir la totalité des sièges.

## Sports
- Championnats de Tunisie d'athlétisme 1979

### Football
- Équipe de Tunisie de football en 1979
- Championnat de Tunisie de football 1978-1979
- Championnat de Tunisie de football 1979-1980
- Coupe de Tunisie de football 1978-1979
- Coupe de Tunisie de football 1979-1980

### Handball
- Championnat de Tunisie masculin de handball 1978-1979
- Championnat de Tunisie masculin de handball 1979-1980

### Volley-ball
- Équipe de Tunisie de volley-ball en 1979
- Championnat de Tunisie masculin de volley-ball 1978-1979
- Championnat de Tunisie masculin de volley-ball 1979-1980

## Culture
- Médina de Tunis, un défi, film tunisien réalisé par Bouassida Abdelhafidh[4].

## Naissances en 1979
- Naissance en Tunisie en 1979

## Décès en 1979
- Décès en Tunisie en 1979